# Мизухо Сакагучи
Мизухо Сакагучи (јап. 阪口 夢穂; 15. октобар 1987) јапанска је фудбалерка.

## Репрезентација
За репрезентацију Јапана дебитовала је 2006. године. Са репрезентацијом Јапана наступала је на два Олимпијским играма (2008. и 2012) и три Светска првенства (2007, 2011. и 2015). За тај тим одиграла је 124 утакмице и постигла је 29 голова.

## Статистика
| Јапан  | Јапан | Јапан |
| Год.   | Ута.  | Гол.  |
| ------ | ----- | ----- |
| 2006   | 7     | 10    |
| 2007   | 5     | 3     |
| 2008   | 17    | 1     |
| 2009   | 0     | 0     |
| 2010   | 4     | 1     |
| 2011   | 14    | 1     |
| 2012   | 14    | 1     |
| 2013   | 7     | 1     |
| 2014   | 17    | 8     |
| 2015   | 12    | 2     |
| 2016   | 6     | 0     |
| 2017   | 13    | 0     |
| 2018   | 8     | 1     |
| Укупно | 124   | 29    |